# Герреразавр
Герреразавр чи ерреразавр (Herrerasaurus) — один з найпримітивніших ящеротазових динозаврів. Завдовжки 6 м і вагою близько 350 кг, цей рід був одним з найдавніших динозаврів, відомих з викопних решток. Його назва означає «Еррерів ящір», на честь фермера, який знайшов перший екземпляр у 1958 році в Південній Америці. Описано в 1963 р. з пізньотріасових (карнійський ярус, 231—229 млн років тому) відкладів формації Ішігуаласто в північно-західній Аргентині. Типовий вид, Herrerasaurus ischigualastensis, був описаний Освальдо Рейгом у 1963 році і є єдиним видом, віднесеним до роду.
Упродовж тривалого часу класифікація ерреразавра була неоднозначною, оскільки він був відомий за дуже фрагментарними рештками. Було висунуто гіпотезу, що це був базальний теропод, базальний завроподоморф, базальний ящеротазовий, або взагалі не динозавр, а інший вид архозавра. Однак, з відкриттям майже повного скелета і черепа в 1988 році, Herrerasaurus був класифікований як ранній ящеротазовий в більшості філогенезів про походження і ранню еволюцію динозаврів.
Це представник родини Herrerasauridae, родини подібних родів, які були одними з перших динозаврів, що з'явилися в результаті еволюційної радіації.

## Відкриття
Герреразавр був названий палеонтологом Освальдо Рейгом на честь Вікторіно Еррера (ісп. Victorino Herrera), андського пастуха, який вперше виявив його скам'янілості у відкладеннях поблизу міста Сан-Хуан, Аргентина, в 1959 році. Ці породи, в яких згодом виявили еораптора, є частиною формації Ішигуаласто і датуються пізнім карнієм пізнього тріасу. 
Рейг вважав ерреразавра раннім представником карнозаврів, що стало предметом численних дискусій протягом наступних 30 років, і протягом цього часу рід класифікували по-різному. У 1970 році Стіл класифікував ерреразавра як прозавропода. У 1972 році Пітер Гальтон класифікував рід як такий, що не діагностується вище ящеротазових. Пізніше, використовуючи кладистичний аналіз, деякі дослідники помістили ерреразавра та ставрікозавра в основу дерева динозаврів до поділу на птахо- і ящеротазових. Деякі дослідники класифікували знахідку як нединозаврову. 
Повний череп герреразавра був знайдений у 1988 році групою палеонтологів на чолі з Полом Серено. На основі нових скам'янілостей такі автори, як Томас Хольц і Хосе Бонапарте, віднесли ерреразавра до основи дерева ящеротазових до розмежування між прозавроподами та тероподами. 

## Опис

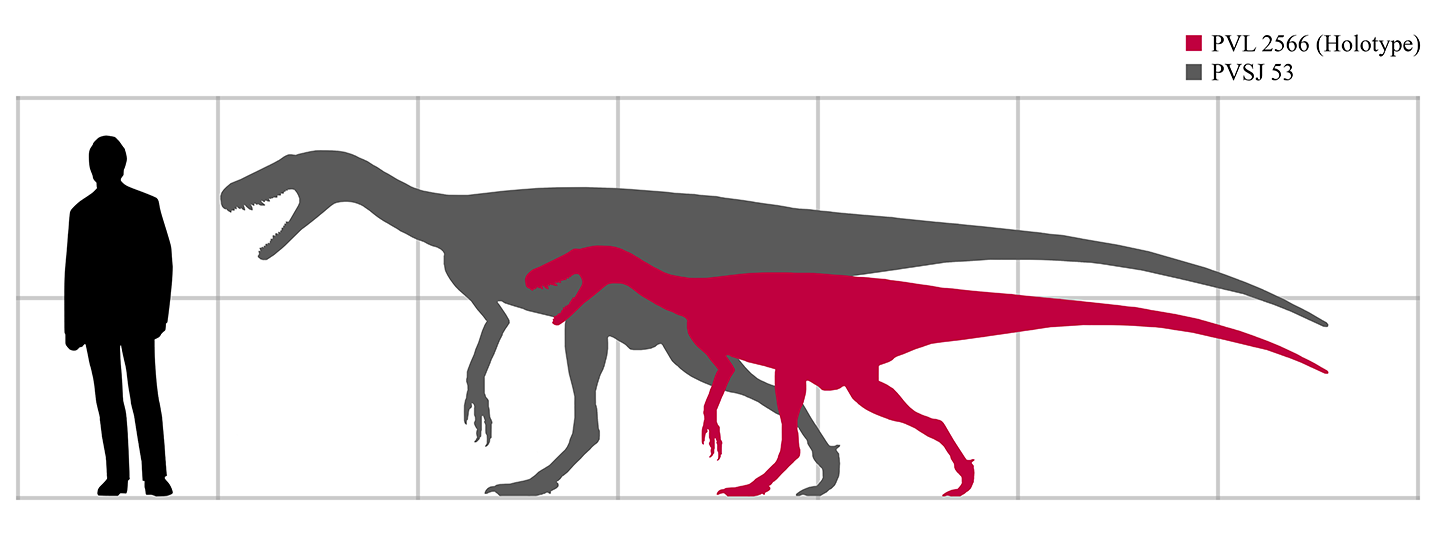
Масштабна діаграма — голотипний зразок (червоний) і найбільший з відомих зразків (сірий), у порівнянні з людиною

Ерреразавр був легким двоногим хижаком з довгим хвостом і відносно невеликою головою. Дорослі особини мали череп довжиною до 56 см, із загальною довжиною тіла до 6 м і вагою до 350 кг. Менші екземпляри мали довжину близько 4,5 м і важили близько 200 кг.
Зовні герреразавр нагадував пізніших хижих динозаврів. Тварина двонога, як і пізні тероподи. Передні кінцівки досить довгі, чотирипалі, третій палець довший другого, функціонально кисть була трипалою. За низкою ознак нагадував пізніших тероподів і навіть птахів. Однак мав і деякі ознаки прозавроподів. Наприклад, сідальна кістка герреразавра схожа з тією ж кісткою платеозавра. Довжина герреразавра досягала 3 метрів (можливо, більше). Полював на дрібніших хребетних, конкурував з рауізухідамі, відомими з тих же відкладень.

## Філогенетичне дерево

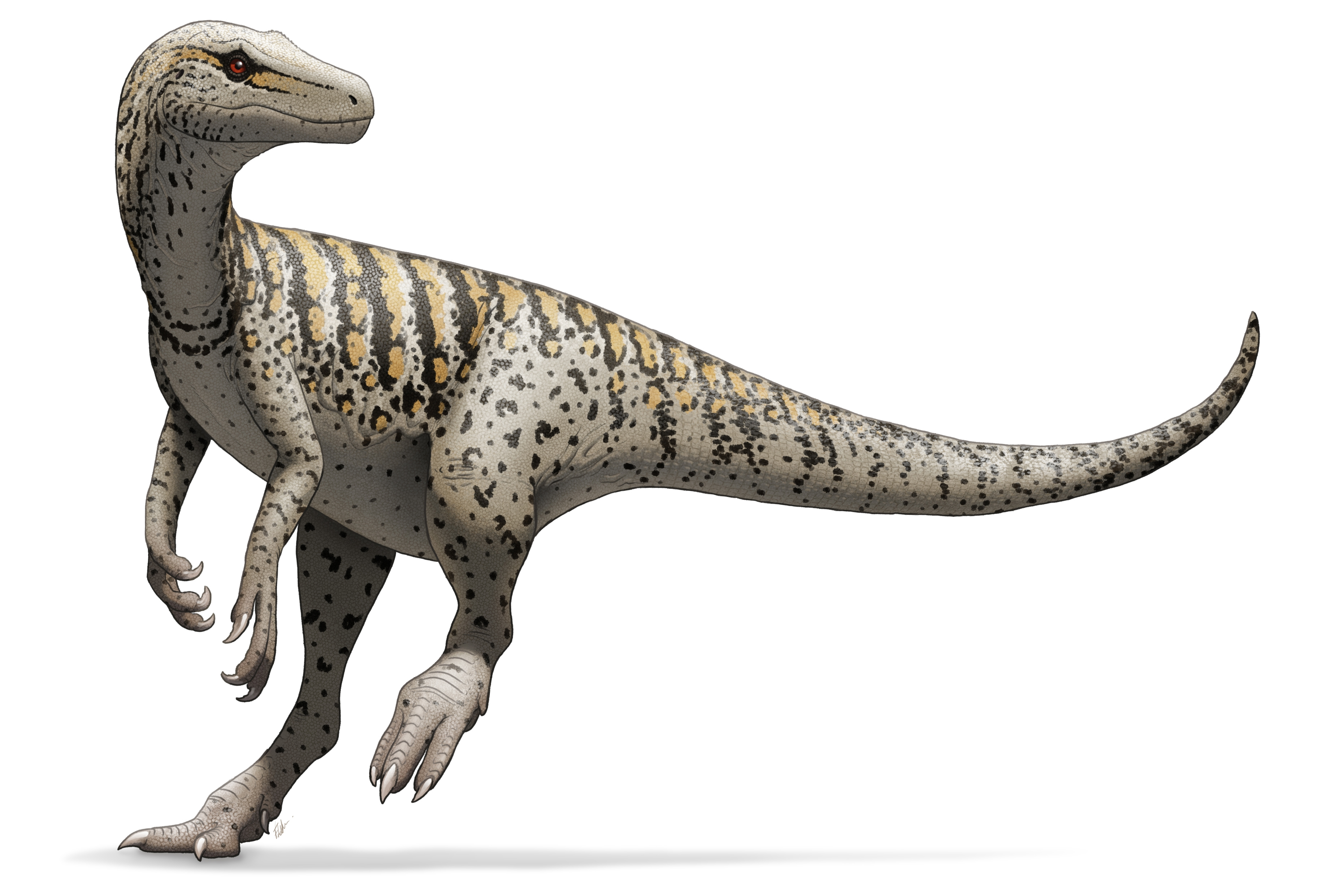
Художня реконструкція

Близькоспорідненого, але дрібнішого ставрікозавра (Staurikosaurus pricei) знайдено в одновікових відкладеннях Бразилії. До герреразаврідів можливо також належав хіндезавр (Chindesaurus bryansmalli) з карнійсько-норійского Техасу.
Останні дослідження (Bittencourt et al., 2014) помістили Herrerasauridae в політомію з Theropoda і Sauropodomorpha, причому Eoraptor також перебуває у невизначеному положенні. Ця кладограма наведена нижче:
|  | Staurikosaurus                                                  |
|  |                                                                 |
|  | \| \| Herrerasaurus \| \| \| \| \| \| Sanjuansaurus \| \| \| \| |
|  |                                                                 |
|  | Herrerasaurus                                                   |
|  |                                                                 |
|  | Sanjuansaurus                                                   |
|  |                                                                 |

|  | Herrerasaurus |
|  |               |
|  | Sanjuansaurus |
|  |               |

|  | Eodromaeus   |
|  |              |
|  | Tawa         |
|  |              |
|  | Neotheropoda |
|  |              |

|  | Staurikosaurus                                                  |
|  |                                                                 |
|  | \| \| Herrerasaurus \| \| \| \| \| \| Sanjuansaurus \| \| \| \| |
|  |                                                                 |
|  | Herrerasaurus                                                   |
|  |                                                                 |
|  | Sanjuansaurus                                                   |
|  |                                                                 |

|  | Herrerasaurus |
|  |               |
|  | Sanjuansaurus |
|  |               |

|  | Eodromaeus   |
|  |              |
|  | Tawa         |
|  |              |
|  | Neotheropoda |
|  |              |

|  | Staurikosaurus                                                  |
|  |                                                                 |
|  | \| \| Herrerasaurus \| \| \| \| \| \| Sanjuansaurus \| \| \| \| |
|  |                                                                 |
|  | Herrerasaurus                                                   |
|  |                                                                 |
|  | Sanjuansaurus                                                   |
|  |                                                                 |

|  | Herrerasaurus |
|  |               |
|  | Sanjuansaurus |
|  |               |

|  | Eodromaeus   |
|  |              |
|  | Tawa         |
|  |              |
|  | Neotheropoda |
|  |              |

|  | Staurikosaurus                                                  |
|  |                                                                 |
|  | \| \| Herrerasaurus \| \| \| \| \| \| Sanjuansaurus \| \| \| \| |
|  |                                                                 |
|  | Herrerasaurus                                                   |
|  |                                                                 |
|  | Sanjuansaurus                                                   |
|  |                                                                 |

|  | Herrerasaurus |
|  |               |
|  | Sanjuansaurus |
|  |               |

|  | Eodromaeus   |
|  |              |
|  | Tawa         |
|  |              |
|  | Neotheropoda |
|  |              |